# Fushigi Yugi - La Légende de Genbu
 (mai 2024).
Si vous disposez d'ouvrages ou d'articles de référence ou si vous connaissez des sites web de qualité traitant du thème abordé ici, merci de compléter l'article en donnant les références utiles à sa vérifiabilité et en les liant à la section « Notes et références ».
Pour les articles homonymes, voir Yugi (homonymie).
Fushigi Yugi - La Légende de Gembu (ふしぎ遊戯 玄武開伝, Fushigi Yūgi Gembu Kaiden) est un manga de Yū Watase. Prologue du manga Fushigi Yugi, il a été prépublié entre 2003 et 2013 dans les magazines Shōjo Comic, Fushigi Yûgi Perfect World, Flowers et Rinka de l'éditeur avant d'être compilé en un total de 12 volumes. La version française est publiée en intégralité par Tonkam.

## Synopsis
Durant l'ère Taishō, Takiko, adolescente, veille sur sa mère en l'absence de son père, perpétuellement absent pour des recherches. Sa mère meurt, et juste après son père revient, ne semblant même pas se soucier de la mort de sa femme mais seulement préoccupé par le livre qu'il tient, résultat dit-il de ses recherches. Excédée, Takiko s'empare du livre, l'ouvre et est aspirée à l'intérieur.
Projetée dans un monde ressemblant à la Chine ancienne, elle va croiser plusieurs habitants qui vont voir en elle la prêtresse de Genbu, qui d'après la légende, doit venir sauver le pays lorsqu'il est menacé.
Se sentant pour la première fois en mesure de réaliser quelque chose, Takiko accepte de rassembler les sept étoiles de Genbu, avec lesquels elle va pouvoir invoquer le dieu, protéger le pays et réaliser trois de ses vœux.